# Parroquias de Guernsey
La Bailía de Guernsey incluye la isla de Guernsey y otras islas como Alderney, Sark, Herm, Jethou, Brecqhou y Lihou. Cada parroquia fue establecida, probablemente en el siglo XI, como un área religiosa, cada una con su iglesia parroquial. Administrativamente, cada parroquia ahora es administrada por un consejo elegido conocido como Douzaine.

## Parroquias
La isla de Guernsey se divide en diez parroquias. La Bailía de Guernsey también incluye la parroquia de Alderney y la parroquia de Sark, pero generalmente no se incluyen en la enumeración de parroquias ya que los nombres carecen de importancia administrativa:
| Parroquia                                                | Población (2019) | Área      | Área   | Área               |
| Parroquia                                                | Población (2019) | (vergées) | (km²)  | (millas cuadradas) |
| -------------------------------------------------------- | ---------------- | --------- | ------ | ------------------ |
| Castel (Lé Casté; Saint-Marie-du-Câtel)                  | 8795             | 6224      | 10.200 | 3.938              |
| Forest (La Fouâret; Le Forêt)                            | 1546             | 2508      | 4.110  | 1.587              |
| Saint Andrew (Saint Andri; Saint-André-de-la-Pommeraye)  | 2295             | 2752      | 4.510  | 1.741              |
| Saint Martin (Saint-Martin, Saint-Martin-de-la-Bellouse) | 6593             | 4479      | 7.340  | 2.834              |
| Saint Peter Port (Saint Pierre Port, Saint-Pierre-Port)  | 18958            | 4074      | 6.677  | 2.578              |
| Saint Peter's (Saint Pierre, Saint-Pierre-du-Bois)       | 2036             | 3818      | 6.257  | 2.416              |
| Saint Sampson (Saint Samsaon, Saint-Sampson)             | 8966             | 3687      | 6.042  | 2.333              |
| Saint Saviour (Saint Sauveux, Saint-Sauveur)             | 2765             | 3892      | 6.378  | 2.463              |
| Torteval (Tortevas, Torteval)                            | 1017             | 1901      | 3.115  | 1.203              |
| Vale (Lé Vale, La Valle)                                 | 9514             | 5462      | 8.951  | 3.456              |
| Saint Anne, Alderneyn                                    | 1960             |           | 7.9    | 3.1                |
| Saint Peter, Sarkn                                       | 400              |           | 5.45   | 2.1                |

n Parroquias no administrativas

Las parroquias de Guernsey

Herm y Jethou forman parte de la parroquia de St Peter Port.  Lihou se encuentra dentro del área de St Pierre du Bois.